# Гофман Лев Георгійович
Лев Гео́ргійович Го́фман (1897, Одеса — 1938) — одеський історик.

## Життєпис
Лев Георгійович Гофман народився 1897 року в українському місті Одеса.
Наприкінці 1910-х років — на початку 1920-х років навчався на історико-філологічному факультеті Імператорського Новоросійського університету, прискореному випуску Гумобміна та історико-соціологічному відділенні Одеського інституту народної освіти.
Викладав історію в одеських спеціальних навчальних закладах, зокрема, у школі для зубних лікарів.
В 1935 році працював завідувачем історичним кабінетом в Одеському німецькому педагогічному інституті.
27 квітня 1938 року, того ж року розстріляний по процесу меншовицької організації. Реабілітований 17 грудня 1956 року.

###### Наукова діяльність
За спогадами Миколи Рубінштейна, входив до гуртка істориків, що студіював історію Росії під керівництвом професора Антонія Флоровського. Спеціалізувався на вивченні ланкастерських шкіл у ХІХ столітті. З від'їздом Антонія Флоровського з Одеси Л. Гофман відійшов від наукової діяльності.